# Triodopsis anteridon
Triodopsis anteridon är en snäckart som beskrevs av Henry Augustus Pilsbry 1940. Triodopsis anteridon ingår i släktet Triodopsis och familjen Polygyridae. Inga underarter finns listade i Catalogue of Life.